# Jolle

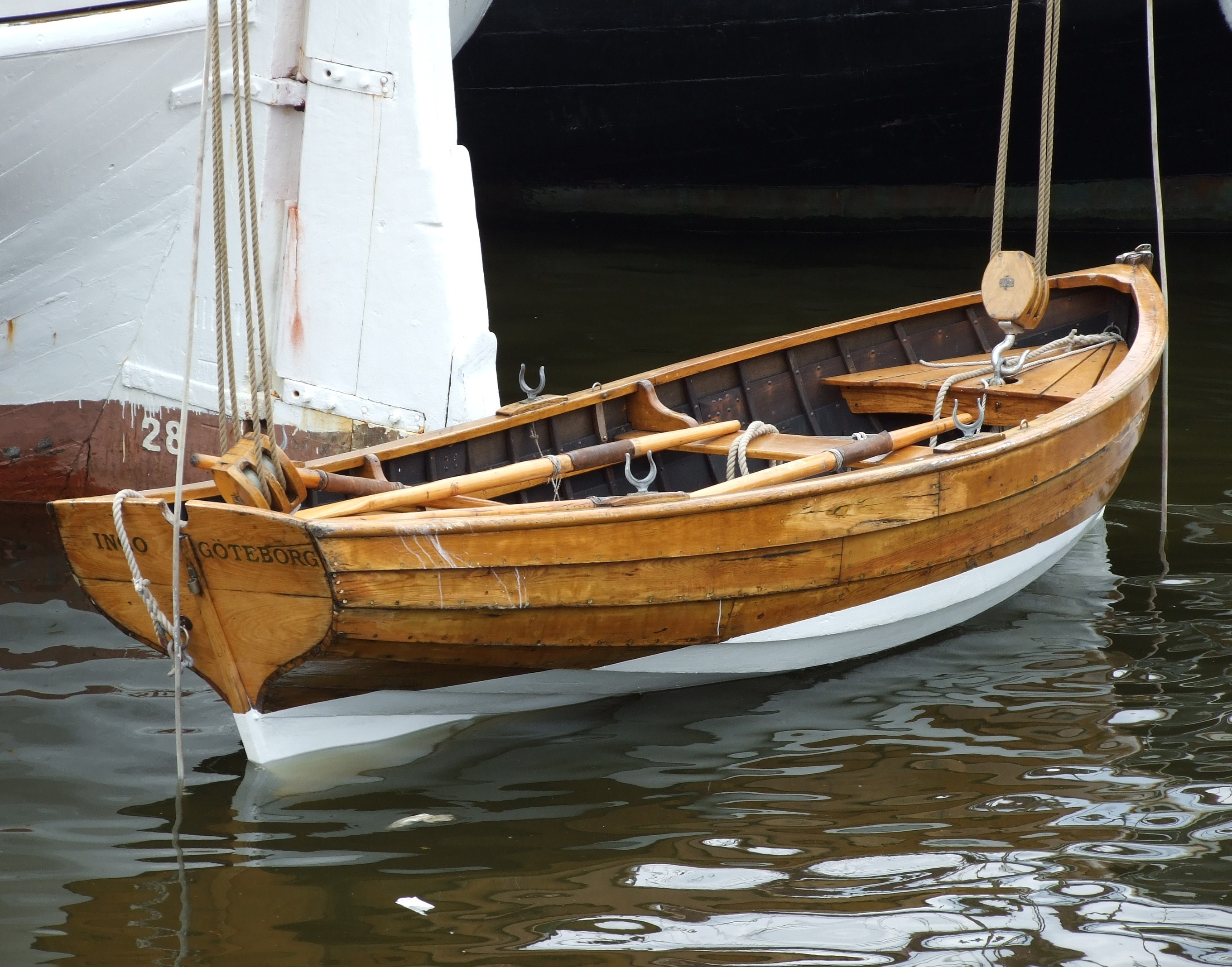
En jolle firas ned från dävert

Jolle, även joll (orden kommer från medellågtyska jolle respektive nederländska jol med oklart ursprung) eller på västkusten dinge, är en mindre öppen rodd- eller segelbåt. Inom sport- och kappsegling finns exempelvis finn- och optimistjolle.
Även mindre livbåtar som förvaras ombord brukar också benämnas för jolle. En jolle kan också vara en släpjolle, till båt eller mindre fartyg. Jollen kan hänga i en dävert eller ligga i ett båtskrå; jollen används som skeppsbåt vid ankring eller på redden eller vid förflyttning i hamnar.

## Varianter

### Segeljolle
Segeljolle är en öppen segelbåt med centerbord i stället för fast köl. Segeljollar finns med akterspegel som en Contender samt spetsgattade lik en B-kanot. Det finns både enmansjollar lik OK-jolle, optimistjolle  eller tvåmansjollar, som en 49er eller 470. Segeljollar använts ofta för kappsegling.

### Kombijolle

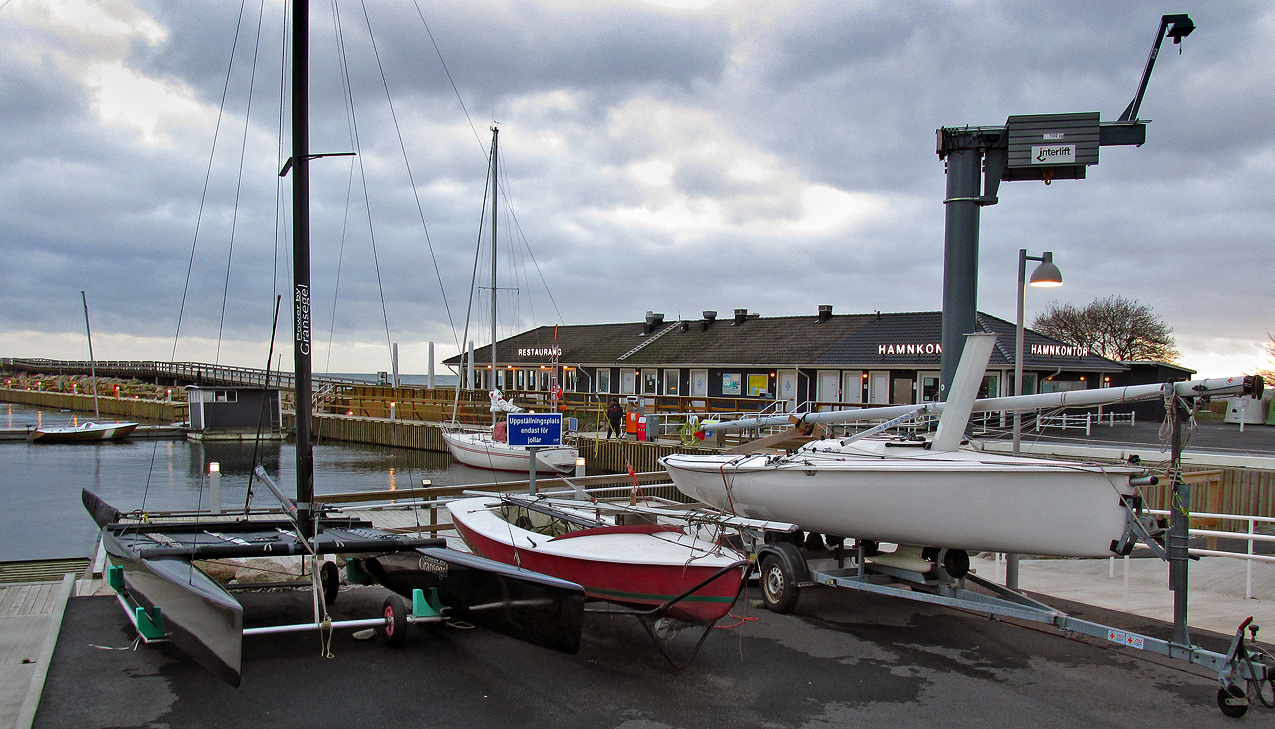
Två olika typer av jollar. Från vänster, A-Cat, Snipe, och en kölbåt av typen CB66 Racer.

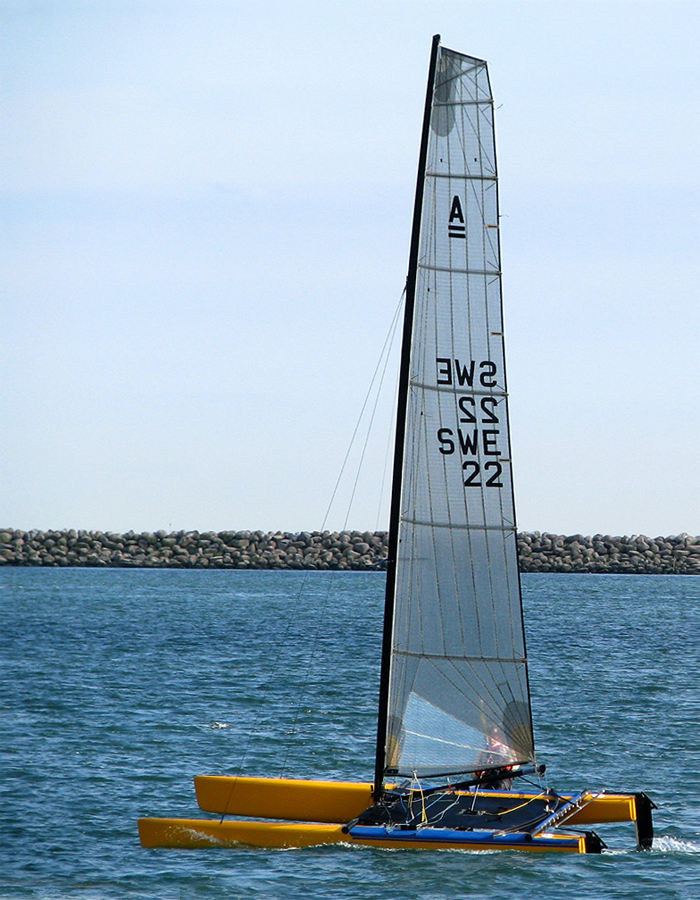
En A-Cat Katamaran

Kombijolle är en öppen båt med centerbord och roder som är konstruerad för att kunna användas (framdrivas) på flera olika sätt - segla, ro eller för motor. Den har en mast som kan tas ner av en person och är förberedd med årtullar och motorfäste. Ofta är rodret avtagbart eller fällbart för att kunna komma in i grunda områden vid segling. Flera svenska modeller finns såsom Fabola Pokus, Askeladden, Triss 420, Crescent 455, Ryds Giggen, Jifa Segeltoppen mfl. 

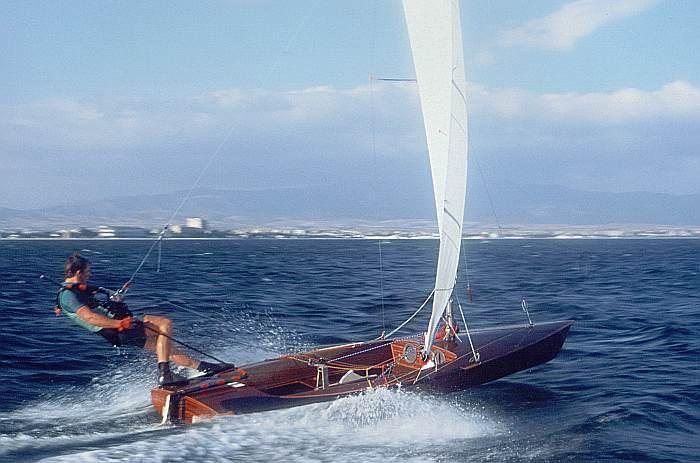
Contender, enmansjolle

### Dinge
Dinge, eller julle, är en liten roddbåt, som är en följebåt till en större båt eller fartyg. Dingen kan antingen hänga i en dävert eller ligga i ett båtskrå samt även bogseras efter den större båten. Dingen används som skeppsbåt för att ta sig runt i hamnar eller när man ankrat på redden.

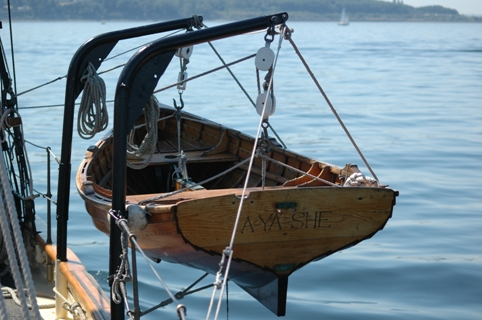
En dinge på skonaren Adventuress

## Modeller
- 29:er
- 420
- 470
- 49:er
- 505 (jolle)
- A-Cat
- A-kanot
- A-jolle
- B-kanot
- Blixtjolle
- C-Cat
- Contender
- E-jolle
- Europajolle
- Finnjolle
- Flipper (jolle)
- Flying Junior
- Flying Dutchman
- Jolly Cavat 345
- Laser
- Laser Radial
- Mirror
- Moth
- OK-jolle
- Optimistjolle
- Oslojolle
- Snipe
- Spätta
- Still 525
- Topper
- Tornado
- Trapez
- Trissjolle
- Tvåkrona
- Wayfarer
- Zoom 8
- C55
- Örnjollen